# 李凤兰 (画家)
李凤兰（1933年—），陕西户县人，农民画家，国家一级美术师，中国美术家协会会员。
曾任第四、第五届全国人大常委会委员，第六、第七届全国政协委员。